# Ferekalsi Debessay

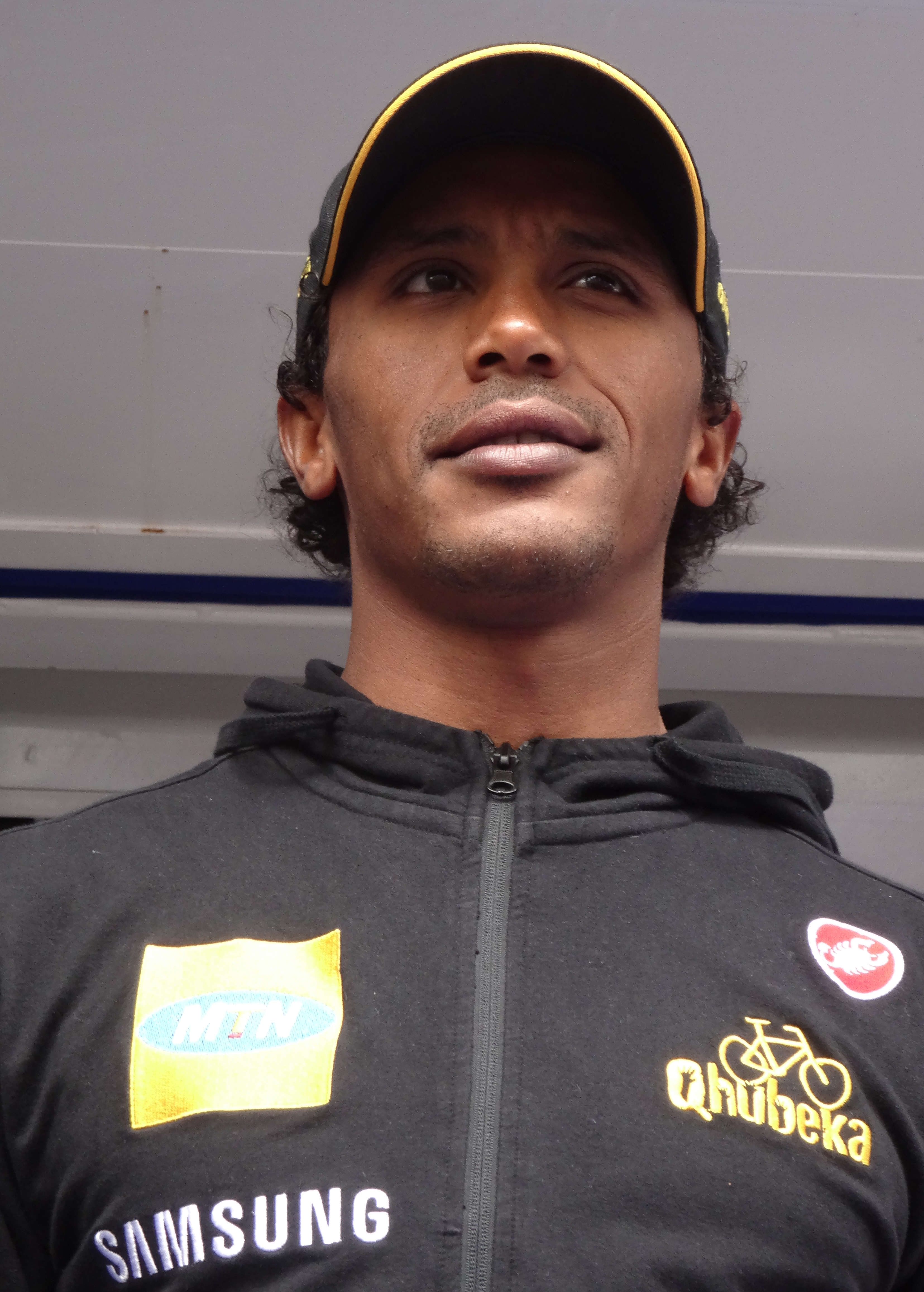
Ferekalsi Debessay (2014)

Ferekalsi Abrha Debessay (* 10. Januar 1983) ist ein eritreischer Straßenradrennfahrer.
Ferekalsi Debessay wurde 2007 bei der Tour of Eritrea einmal Etappendritter und einmal Zweiter. Bei den All-Africa Games in Algier gewann er im Straßenrennen die Silbermedaille hinter dem Südafrikaner Daryl Impey. Im nächsten Jahr wurde er bei der Tour of Eritrea erneut Etappenzweiter und belegte Rang drei in der Gesamtwertung. 2009 gewann Debessay bei der Ägypten-Rundfahrt zwei Etappen, darunter ein Einzelzeitfahren. Im Jahr 2011 wurde er Eritreischer Meister im Straßenrennen. 2011 und 2012 wurde er Afrikameister im Mannschaftszeitfahren. Bei den Südafrikanische Straßen-Radmeisterschaften 2012 wurde er Achter im Straßenrennen. Bei der eine Etappe La Tropicale Amissa Bongo Ondimba gewann er 2014 eine Etappe.

## Erfolge
2009
- zwei Etappen Ägypten-Rundfahrt

2010
- Afrikameister – Mannschaftszeitfahren
- zwei Etappen Tour of Rwanda

2011
- Eritreischer Meister – Straßenrennen
- Afrikameister – Mannschaftszeitfahren

2012
- Afrikameister – Mannschaftszeitfahren

2014
- eine Etappe La Tropicale Amissa Bongo Ondimba

## Teams
- 2012 MTN Qhubeka(ab 27. Juni)
- 2013 MTN Qhubeka
- 2014 MTN Qhubeka